# Bibras Natkho
Bibras Natkho (también escrito Natcho; en hebreo: ביברס נאתכו; Kfar Kama, Israel, 18 de febrero de 1988) es un futbolista israelí que juega como centrocampista en el Partizán de Belgrado de la Superliga de Serbia. Debutó en 2006 en el Hapoel Tel Aviv y es internacional con Israel, siendo el primer jugador musulmán (pertenece a la minoría circasiana) en portar el brazalete de capitán de la selección israelí.

## Biografía
Su primo Amir Natkho también es futbolista. Es sobrino del exfutbolista y actual entrenador Adam Natkho.

## Trayectoria
Bibras Natkho ingresó en las categorías inferiores del Hapoel Tel Aviv FC en 2002 junto a Ben Sahar, entre otros futbolistas. Ambos fueron ascendidos al primer equipo del Hapoel en la temporada 2006-07 y ganaron la Copa de Israel ante el Hapoel Ashkelon. Tras 92 encuentros disputados con el club de Tel Aviv, en marzo de 2010 se anunció su fichaje por el Rubin Kazán con un contrato por cuatro temporadas y el club tártaro pagó al Apoel 650 000 euros por su fichaje. En 2014 fichó por el CSKA de Moscú, donde es titular y desempeña la función de medio centro organizador y creador de juego, donde pone en práctica su magnífica visión de juego, control y trato de balón.

## Selección nacional
Fue internacional con la selección de Israel durante catorce años en los que jugó 88 partidos.

## Palmarés

### Títulos nacionales
| Título                | Club                | País   | Año     |
| --------------------- | ------------------- | ------ | ------- |
| Copa de Israel        | Hapoel Tel Aviv     | Israel | 2006-07 |
| Copa de Rusia         | F. C. Rubin Kazán   | Rusia  | 2011-12 |
| Supercopa de Rusia    | F. C. Rubin Kazán   | Rusia  | 2012    |
| Liga Premier de Rusia | P. F. C. CSKA Moscú | Rusia  | 2015-16 |